# Edward Gott
Edward Gott là một cầu thủ bóng đá người Anh thi đấu ở vị trí thủ môn.

## Sự nghiệp
Gott thi đấu cho Rawdon và Bradford City.
Đối với Bradford City ông có 8 lần ra sân ở Football League.